# UnionBBS
UnionBBS（ユニオンビービーエス）は、2008年11月から2016年3月まで存在していたスレッドフロート型の電子掲示板。

## 特徴
2008年11月4日に閉鎖したmegabbsの避難所として設立された。そのため、サブタイトルが「メガビ（megabbs）後継中規模掲示板サイト」となっていた。
2ちゃんねるの機能に加えて、書き込み欄に等幅チェックボックス（アスキーアートや長文を整える機能）、preチェックボックス（文字を小さくする機能）、sageチェックボックス（スレッドを最上位に浮上させることなく書き込む機能）などがあった。さらに、複数トリップ可（一部の板は8文字トリップ）、色キャップ有り、1スレッドの最大レス数2000件など、2ちゃんねる派生の掲示板とは多くの点で異なっていた。

## 歴史
- 2008年11月4日 - 前管理人チャンプがmegabbsの避難所として開設。
- 2009年4月26日 - アルアが2代目管理人に就任。チャンプは削除人に降格。
- 2010年1月2日  - 大規模なリニューアルが行われ、ゆん（くろ）がサーバ管理人に就任。
- 2010年5月 - ねぎBBSとUnionBBSの交流を目的としたねぎ交流板（ねぎおん!）が設立され、作曲家じぷねすが独自のルールで管理。
- 2011年7月 - 副管理人ルージュが管理人に昇格。
- 2014年7月5日 - 管理人ルージュの体調悪化、サーバ管理人ゆん（くろ）のサーバ管理放棄によりUnionBBS閉鎖を告知。
- 2014年7月15日 - UnionBBS閉鎖を撤回。管理人ルージュは療養のために活動休止。管理人補佐ファングが管理人代行に就任。
- 2016年3月25日 - 管理人ルージュが正式にUnionBBS閉鎖を発表。